# Puuk (Delima)
Puuk is een bestuurslaag in het regentschap Pidie van de provincie Atjeh, Indonesië. Puuk telt 556 inwoners (volkstelling 2010).